# Jarosław Kowalczyk
Jarosław Kowalczyk (23 d'abril de 1989) és un ciclista polonès, professional des del 2010 al 2014.

## Palmarès
- 2011
  - Vencedor d'una etapa de la Dookoła Mazowsza
- 2012
  - Vencedor d'una etapa de la Dookoła Mazowsza
- 2014
  - 1r a la Volta a Sèrbia i vencedor d'una etapa